# 발라드 (문학)

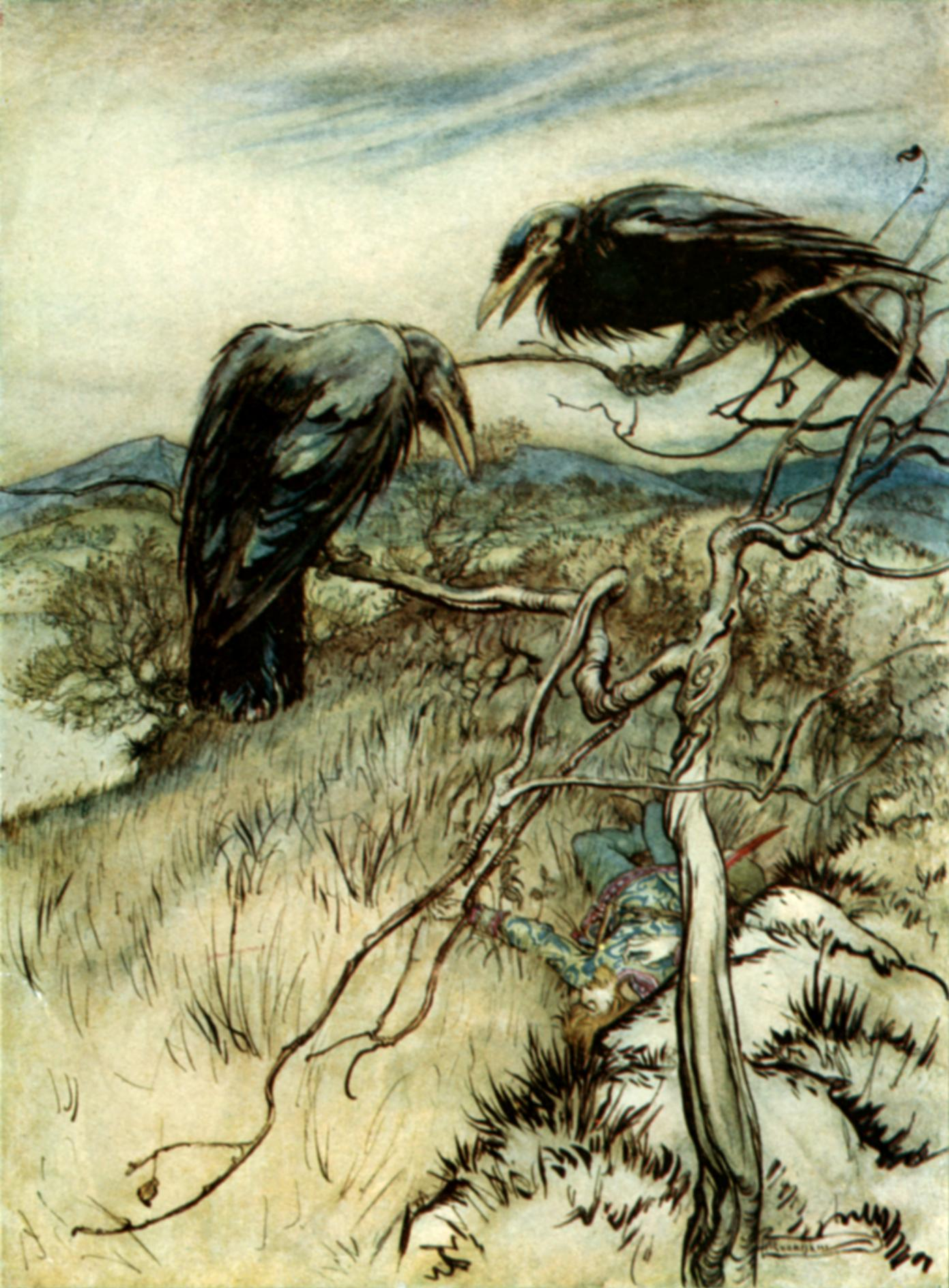
발라드 《두 까마귀》(The Twa Corbies). 아서 래컴의 그림.

발라드(ballad)는 이야기 형태의 시나 문학 양식이다. 발라드는 중세 프랑스의 발라드가 기원이다.
수많은 발라드가 낱장의 브로드사이드로 기록되어 판매되었다. 이러한 형태는 18세기 이후부터 문예 발라드를 만들기 위해 시인과 작곡가들이 자주 사용하였다.

## 분류
유럽의 발라드는 일반적으로 크게 세 개의 주요 그룹으로 나뉜다. (전통, 브로드사이드, 문예)

### 전통 발라드
전통 발라드 또는 고전 발라드는 후기 중세 유럽의 떠돌이 민스트럴이 기원인 것으로 보고 있다.

### 브로드사이드
브로드사이드 발라드는 16세기 값싼 인쇄물이 발전한 형태의 산물이었다. 일반적으로 저품질 종이의 중대형 시트의 한쪽면에 인쇄되었다.

### 문예 발라드
문예 발라드는 특히 18세기 후반부터 낭만주의 운동 시기에 사회의 엘리트와 지식인들 사이에서 발라드의 관심이 고조되면서 성장하였다.

## 같이 보기
- 살인 발라드